# مامادو دمبله
مامادو دمبله (انگلیسی: Mamadou Dembelé؛ ۲۱ ژانویهٔ ۱۹۳۴ – ۹ اکتبر ۲۰۱۶) سیاستمدار اهل مالی بود. وی از ۶ ژوئن ۱۹۸۶ تا ۶ ژوئن ۱۹۸۸ نخست‌وزیر این کشور بود.
مامادو دمبله در ۹ اکتبر ۲۰۱۶، در سن ۸۲ سالگی درگذشت.
وی همچنین برندهٔ جوایزی همچون نشان افتخار شایستگی جمهوری فدرال آلمان و لژیون دونور شده‌است.